# EMU Australia
EMU Australia ist ein 1994 gegründetes Schuhlabel, das vor allem Winterstiefel verkauft. Der südeuropäische Hauptsitz ist in Hamburg, der nordeuropäische befindet sich in London.

## Geschichte
Gordon Jackson gründete 1948 eine Firma, die Geelong-Gerberei. Er verkaufte Schafsfelle an Surfer, die sich daraus Schuhe fertigen ließen. Dies brachte Jackson 1975 auf die Idee, Schuhmacher unter Vertrag zu nehmen. Die daraus resultierenden Schuhe wurden unter der Marke UGG vertrieben. Nach dem Verkauf von UGG Australia an die Deckers AG 1993 entstand das eigentliche Schuhlabel EMU Australia.

## Herstellung und Vertrieb
Hergestellt werden die Schuhe weiterhin in Australien. Dafür wird ausschließlich einheimische Wolle benutzt. 2000 expandierte das Unternehmen nach China und verkaufte das 1 Millionste Paar. Mittlerweile vertreibt EMU Australia weltweit Schuhe. Die Firma ist immer noch in Privatbesitz und kontrolliert alle Schritte bei der Herstellung eines Schuhs von der Skizzierung bis zum fertigen Modell.

## Produkte
Für die Produktion der Schuhe werden nur einheimische Merinowolle und Schaffelle aus der eigenen Gerberei in Geelong benutzt. Ein EMU Schuh soll laut Herstellerangaben wasserabweisend sein und die Temperatur halten. Die Produktpalette von EMU Australia umfasst neben Stiefeln auch Hausschuhe, Zehengreifer und Mützen.